# 槇有恒

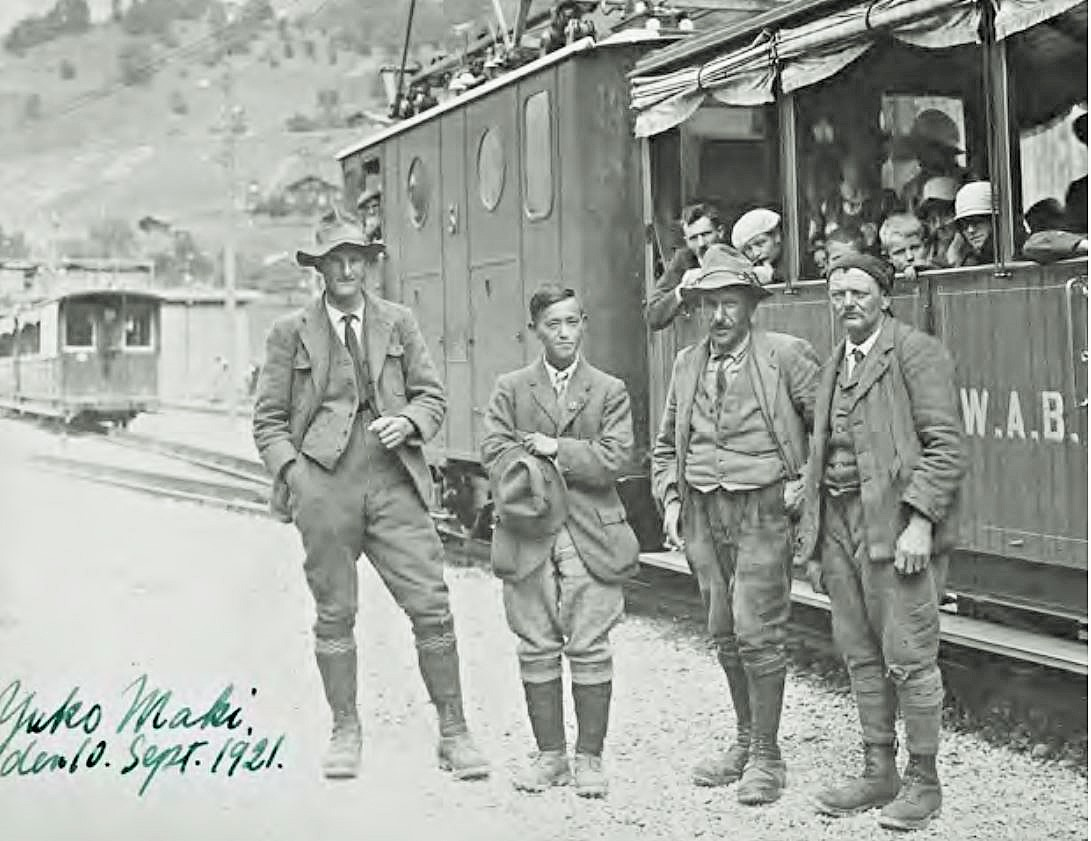
スイスの登山ガイドらと。左から2人目が槇。1921年

槇 有恒（まき ゆうこう、「ありつね」とも、1894年〈明治27年〉2月5日 - 1989年〈平成元年〉5月2日）は、宮城県仙台市出身の日本の登山家。日本山岳会設立者・会長（2期）、日本山岳協会会長・名誉会員を歴任し、ヒマラヤの8,000m峰・マナスル第3次登頂隊長として日本隊のマナスル初登頂を成功させた。近代アルピニズムの開拓者・紹介者。位階は従四位。文化功労者、仙台市名誉市民。

## 略歴
父・槇武は新潟県の士族であったが、幕末・維新期に仙台藩が越後国長岡藩と友好的であったことや、福澤諭吉の推薦などによって、有恒が生まれる頃は『奥羽日日新聞』主幹として仙台に赴任していた。
本籍地は東京都文京区。宮城県師範学校付属小学校、仙台第二中学校（現、宮城県仙台第二高等学校）を経て、1911年（明治44年）、慶應義塾大学部予科に入学する。1914年（大正3年）、大学部教授の鹿子木員信とともに設立した日本山岳会に入会し、同年5月には鹿子木を顧問に迎え、槇・内田節二・橋本静一の3名にて慶應義塾山岳会を結成している。翌1916年（大正5年）6月、来賓に小島烏水を迎えて結成大会を開いて大きな反響を呼んだ。1917年（大正6年）、慶應義塾大学部法律科を卒業する。
1918年（大正7年）、鹿子木の勧めでアメリカ・コロンビア大学に留学するが、肌合いが合わずに中退している。その後、1919年（大正8年）から2年間ヨーロッパで過ごすが、この間ロンドンでウォルター・ウェストンと面談し、スイスに滞在しアルプスをくまなく登山し、1921年（大正10年）にグリンデルヴァルトの登山ガイド3名（Fritz Amatter, Samuel Brawand, Fritz Steuri）と共にアイガー東山稜(ミッテルレギ)を初登攀する。その記念として3年後に1万スイスフランを寄贈してミッテルレギ小屋(en)を作った。
スキーについては、早いうちから2本ストックによる滑走技術を習得しており、登山用品として利用している。1923年1月に板倉勝宣、三田幸夫とともに冬季の立山登山を目指した際には、地元の登山ガイドらにスキーの講習も行った。しかし登山の方は悪天候のため登頂を断念、さらに下山中に板倉が松尾峠で遭難死するという痛恨の出来事があった。
1925年（大正14年）、早川種三らとともにカナダのアルバータ山世界初登頂に成功、その際頂上に細川護立侯爵から預かった銀のピッケルを立てた。また、この登攀の際に絹のクライミングロープを初めて使用したとされている。また、スイスから持ち帰ったピッケル「シェンク（Chr. Schenk, Grindelwald）」を日本に紹介した。
1926年（大正15年）、秩父宮雍仁親王の供奉で冬季スキーや、夏季マッターホルン、アルプスなどを登山した。有恒をリーダーとするパーティーの一行は松方三郎、松本重治の上流階級の子弟からなる秩父宮サロンであり、山岳界の学閥系はこれを濫觴とする。また、摂政（後の昭和天皇）の前で「登山」講演を行う。
帰国後、塩水港精糖や南洋拓殖の役員を歴任。1944年（昭和19年）、日本山岳会会長に就任した。
第二次世界大戦中、百瀬慎太郎の手引きによって、長野県大町市に一家で疎開。戦時中の空襲で横浜の自宅と家財の一切を失い、南洋拓殖株式会社の拓殖事業に携わっていたことで侵略に関与したとして戦後、連合軍最高司令官総司令部 (GHQ)から公職追放指定を受けた。 
戦後、国民体育大会（国体）が開催され、国体に登山部門が設立されると1949年（昭和24年）第4回国体登山部門会長となり、以後第6回から第9回国体で登山部門会長を務めた。また、著書『山行』は志賀重昂『日本風景論』、ウォルター・ウェストン『極東の遊歩場』に並ぶ地理・地形の名著とされている。
1956年（昭和31年）、ヒマラヤ山脈の未踏峰の一つであったマナスル遠征隊の隊長となった。同年5月9日、11日に有恒の指揮する日本隊は、マナスル登頂に成功した。この快挙は、日本人の精神力と体力が世界各国に比肩するものであることを示し、自信を与えるニュースとして喧伝された。同年7月16日有恒は仙台市名誉市民に推戴され、更に文化功労者、勲三等旭日中綬章を受章した。
その後も立山観光顧問や英国山岳会（アルパインクラブ）、アメリカ山岳会、アパラチア山岳会、スイス山岳会の各名誉会員を務め、1989年（平成元年）5月2日に没した。叙・従四位。

## 家系
宮城県で生まれ育ったが、祖父の槇小太郞は越後長岡藩士であり、父親の槇武もまた越後長岡（新潟県長岡市）で生まれ育った。政治学者の槇智雄は兄。建築家の槇文彦は甥。
室町・戦国期の遠祖は三河国牛久保城寄騎真木越中守である。近世になると牛久保城主から、上野国大胡城主を経て、越後長岡藩主に栄転した藩主牧野氏に随従して、その上級家臣に名を連ねていた。
有恒の家系は、越後長岡藩主と兄弟分の家柄で、客人分連綿の家系とされた槇内蔵介家の庶流となる。 また、有恒は、常在戦場、鼻を欠いても義理は欠くなを家訓とする長岡人の気風の影響を大きく受けていたと言われる。

## 著書
- 『山行』改造社、1923年
  - 岡書院、1948年
  - 山と溪谷社<山渓山岳新書>、1955年
  - 『日本山岳名著全集 4』あかね書房、1962年に収録
  - 旺文社<旺文社文庫>、1973年
  - 大修館書店<覆刻日本の山岳名著>、1975年
  - 中央公論新社<中公文庫>、2021年
- 『マナスル登頂記』毎日新聞社、1956年
  - 『マナスル登頂物語』あかね書房、1963年（少年少女向けリライト）
- 『ピッケルの思い出』牧書店<牧少年少女文庫>、1958年
- 『わたしの山旅』岩波書店<岩波新書>、1968年、復刊1989年
- 『山の心』毎日新聞社、1974年
- 『槙有恒全集』（全3巻）五月書房、1991年

1憧憬（山行　マナスル登頂物語）、2情熱（マナスル通信　ピッケルの思い出ほか）、3静寂（山の心　わたしの山旅　補遺ほか）